# Onychoteuthis
Onychoteuthis Lichtenstein, 1818 è un genere che raggruppa varie specie di cefalopodi della famiglia degli Onycoteutidi che si incontrano in tutti gli oceani del globo nelle regioni tropicali e subtropicali, ma anche nel Nord Pacifico.

## Descrizione
I membri di questo genere hanno generalmente un mantello di una lunghezza inferiore ai 200 mm, ma in alcune specie può oltrepassare i 300 mm.

## Specie
Secondo World Register of Marine Species (13 settembre 2010):
- Onychoteuthis banksii (Leach, 1817)
- Onychoteuthis bergii Lichtenstein, 1818
- Onychoteuthis borealijaponicus Okada, 1927
- Onychoteuthis compacta (Berry, 1913)
- Onychoteuthis meridiopacifica Rancurel e Okutani, 1990

Secondo ITIS (13 settembre 2010):
- Onychoteuthis banksii (Leach, 1817) - totano uncinato
- Onychoteuthis borealijaponicus Okada, 1927 - totano boreale[3]
- Onychoteuthis compacta (Berry, 1913)
- Onychoteuthis meridiopacifica Rancurel e Okutani, 1990